# 青山ユニマット美術館
青山ユニマット美術館（あおやまユニマットびじゅつかん、英文表記：AOYAMA UNIMAT MUSEUM Chagall and Ecole de Paris Collection）は、東京都港区にあった美術館である。
オフィスコーヒーサービスのユニマットライフ等のユニマットグループにより運営されており、館長は、ユニマットホールディングの代表取締役社長高橋洋二が務めていた。
ユニマットグループが以前に運営していた箱根芦ノ湖美術館（2006年5月31日閉館）の所蔵作品が引き継がれており、マルク・シャガールをはじめとするエコール・ド・パリの画家たちの作品を中心に所蔵されていた。
発起人であり統括責任者の取締役副館長額賀雅敏が病のため2008年12月に急逝したため、美術館の企画運営に支障をきたしたことで、2009年（平成21年）3月31日をもって閉館した。

## 主な収蔵作品

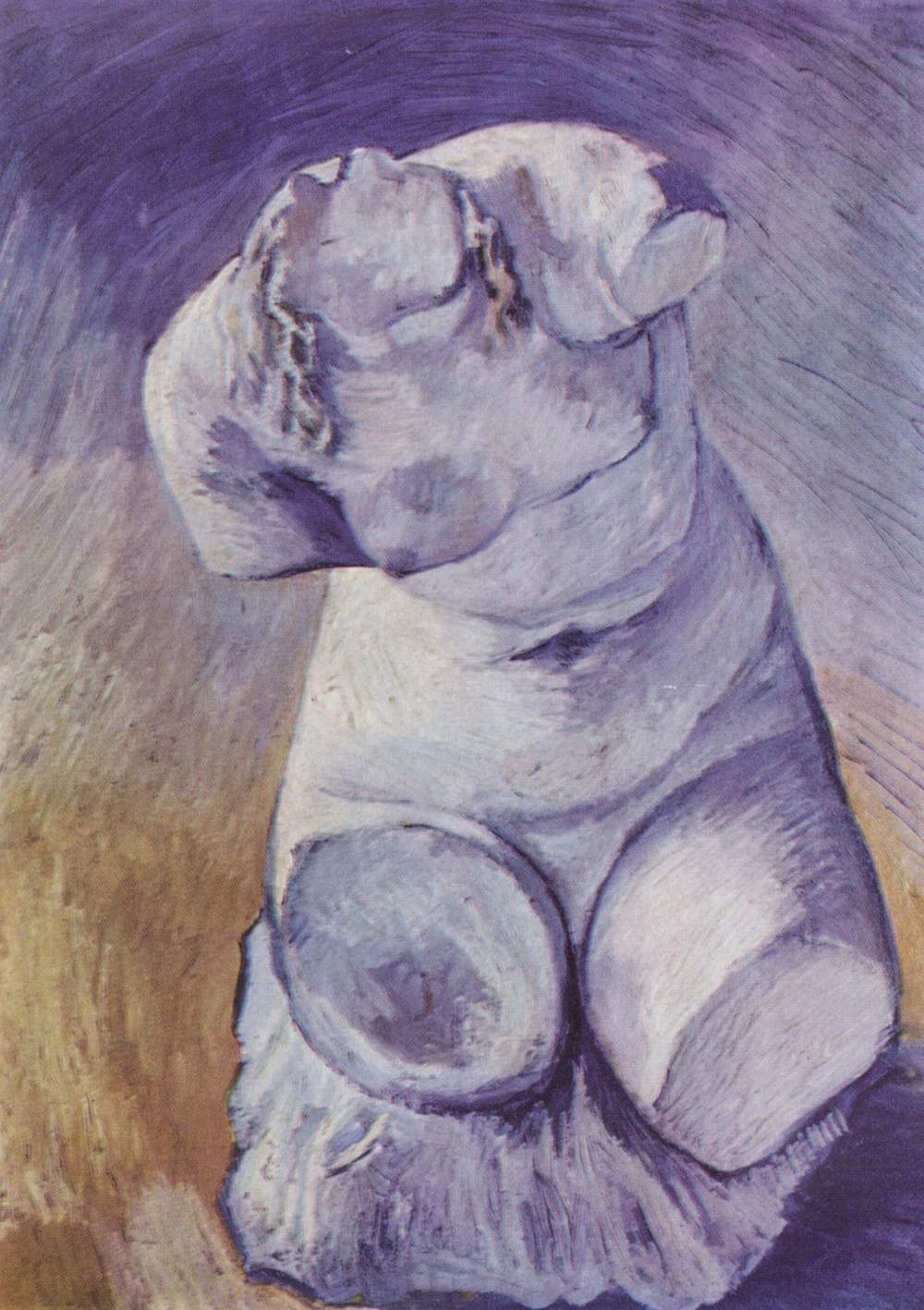
石膏女性トルソ、1887年冬頃、73×54cm

- マルク・シャガール 「ブルー・コンサート」
- ゴッホ 「石膏女性トルソ」